# Шутева къща
Шутевата къща (на македонска литературна норма: Шутева куќа) е възрожденска къща в град Охрид, Северна Македония. Построена в края на XIX век, сградата е рядък пример за запазена възрожденска архитектура в града и е обявена за значимо културно наследство на Северна Македония.

## Архитектура
Къщата е изградена в махалата Месокастро на улица „Климентов университет“ № 25 (стар адрес „Свети Климент“ № 21) на склон, който определя до голяма степен архитектурата. Състои се от приземие и кат. Приземието е каменно, а катът е с паянтова конструкция. И приземието и катът са измазани. Междуетажната и етажната конструкция е дървена, а покритието е с турски керемиди. Етажът е еркерно издаден и подпрян с дървени косници. Фасадата има дървени обшиви, а прозорците са типични за XIX век – тип гилотина с вертикално разположение. Стрехата е профилирана и има специфична синя боя на фасадата. Принадлежала е на Софка Шутева.
На 1 януари 1951 година къщата е обявена за паметник на културата.